# Ludwig Rellstab

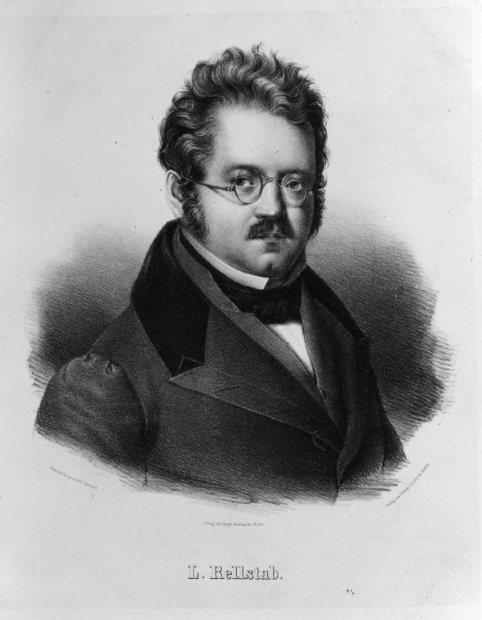
Ludwig Rellstab

Heinrich Friedrich Ludwig Rellstab (Berlijn, 13 april 1799 – aldaar, 27 november 1860) was een Duits dichter en muziekcriticus. Hij was de zoon van de muziekuitgever en componist Johann Carl Friedrich Rellstab. Rellstab was een vaardig pianist en publiceerde artikelen in verschillende tijdschriften, waaronder de invloedrijke liberale krant Vossische Zeitung. Hij richtte het muziektijdschrift Iris im Gebiete der Tonkunst op dat in Berlijn verscheen van 1830 tot 1841. Zijn uitgesproken kritiek op de invloed in Berlijn van Gaspare Spontini deed hem in 1837 in de gevangenis belanden.
Rellstab was een invloedrijk muziekcriticus en had daarom enige macht over welke muziek gebruikt zou worden voor Duitse nationalistische doelen in het midden van de 19e eeuw. Vanwege zijn nagenoeg "monopolie op muziekkritiek" en de populariteit van zijn geschriften was de goedkeuring van Rellstab belangrijk voor de carrière van musici in de gebieden waar het Duits nationalisme een rol speelde.
De eerste zeven liederen van Franz Schuberts Schwanengesang hebben teksten van Rellstab. Rellstab had de teksten in 1825 aan Beethoven gegeven, wiens assistent Anton Schindler ze doorgaf aan Schubert. Zijn werk werd ook op muziek gezet door Franz Liszt.
Rellstab is ook bekend geworden als degene die de pianosonate nr. 14 in cis mineur, Op. 27/2 van Beethoven zijn beroemde bijnaam Mondschein heeft gegeven. 